# Matteo Piccoli
Matteo Piccoli (Varese, 2 aprile 1995) è un cestista italiano.

## Carriera
Cresciuto nelle giovanili della Robur et Fides Varese, con i quali esordisce anche tra i senior in Divisione Nazionale B, a partire dal 2015-2016 gioca le sue prime due annate in Serie A2, incominciando con un biennio alla Pallacanestro Chieti, che si conclude però con la retrocessione dei teatini. L'anno successivo passa a Jesi sempre in A2, partecipando per la prima volta ai play-off, mentre dal 2018 al 2020 è a Piacenza, dove si fa apprezzare per le proprie doti di leadership. Per la stagione 2020-2021 firma per la Sporting Club Juvecaserta, tuttavia già ad agosto la società campana viene esclusa dal campionato prima dell'inizio del torneo, rendendo Piccoli di fatto free agent.
Dopo aver trascorso diversi mesi come aggregato alla Pallacanestro Varese, nel febbraio 2021 si unisce alla N.P.C. Rieti continuando dunque la carriera sempre in Serie A2, qui però non riesce ad evitare la retrocessione dei laziali. Dopo una parentesi a San Severo nella medesima categoria, firma con la neoretrocessa Vanoli Cremona con la quale, al termine di un'annata ai vertici a livello di squadra, ottiene la promozione in Serie A, oltre a Supercoppa e Coppa Italia di Serie A2 venendo anche nominato MVP della finale di quest'ultima, vinta contro Cento. Confermato dalla società, nella stagione 2023-2024, terminata con la salvezza, esordisce nella massima serie scendendo in campo in tutte e trenta le gare della regular season, seppur con un utilizzo medio di 9,1 minuti a partita.
Per la stagione 2024-2025 firma per la Pallacanestro Cantù, squadra con la quale vince la Coppa Italia di Serie A2 il 16 marzo 2025, in finale contro la UEB Cividale per 74-57.

## Palmarès

### Squadra
- Supercoppa LNP: 1

Vanoli Cremona: 2022
- Coppa Italia LNP: 2

Vanoli Cremona: 2023
Pallacanestro Cantù: 2025
- Campionato italiano dilettanti: 1

Vanoli Cremona: 2022-2023

### Individuale
- MVP Coppa Italia di Serie A2: 1

2023